# Thomas Bäckström
Thomas ”Brocke” Bäckström, född 1 september 1953, är en svensk före detta ishockeytränare och professionell ishockeyspelare.
Han var assisterande tränare för Luleå HF 1988-1991 samt 1994-1998. Tillsammans med dåvarande huvudtränaren Lars "Osten" Bergström, har han med klubben tagit både SM-guld 1996 och SM-silver 1997.

## Övrigt
Thomas deltog i TV4:s Stadskampen augusti 2001, och tävlade för Luleå som vann mot Umeå.